# Le Disque rouge
Pour plus de détails, voir Fiche technique et Distribution.
Le Disque rouge (titre original : Il ferroviere) est un film italien de Pietro Germi sorti en 1956.

## Synopsis
Bouleversé par le suicide d'un désespéré se jetant sous les rails du train qu'il conduit, Andrea reprend le trajet mais ne voit pas le disque rouge indiquant l'arrêt immédiat plus loin sur la voie. Il évite, de justesse, la catastrophe. Un médecin lui recommande de cesser de boire. Il est alors muté au transport des marchandises et voit ainsi son salaire diminuer.

## Fiche technique
- Titre original : Il ferroviere
- Réalisation : Pietro Germi
- Scénario : Alfredo Giannetti, Luciano Vincenzoni, Pietro Germi
- Musique : Carlo Rustichelli
- Directeur de la photographie : Leonida Barboni
- Maquillage : Francesco Freda
- Pays d'origine : Italie
- Genre : Drame
- Durée : 118 minutes
- Affiche : Gilbert Allard (France)

## Distribution
- Pietro Germi : Andrea Marcocci
- Luisa Della Noce : Sara Marcocci
- Edoardo Nevola (it) : Sandro Marcocci, dit "Sandrino"
- Sylva Koscina : Giulia Marcocci
- Renato Speziali (it) : Marcello Marcocci
- Carlo Giuffré : Renato Borghi
- Saro Urzì : Gigi Liverani
- Lilia Landi

## Distinctions
- Mention spéciale pour Pietro Germi au Festival de Cannes 1956 (le film était présenté en sélection officielle en compétition, en lice pour la Palme d'or)[1].
- Ruban d'argent du meilleur réalisateur et du meilleur producteur décerné par le Syndicat national italien de Journalistes de Film en 1956.
- Prix du meilleur film, du meilleur réalisateur (Pietro Germi) et de la meilleure actrice (Luisa Della Noce) au Festival international du film de San Sebastián en 1956.